# Lista de instituições de ensino superior em Angola
Esta é uma lista das universidades e instituições de ensino superior em Angola, ordenadas por tipo e ordem alfabética.

## Universidades públicas
Lista das universidades públicas angolanas:
| Nome da instituição                  | Sigla     | Tradição histórica              | Data de autonomia e/ou funcionamento ininterrupto | Sede      | Campi/Polos                        |
| ------------------------------------ | --------- | ------------------------------- | ------------------------------------------------- | --------- | ---------------------------------- |
| Universidade Agostinho Neto          | UAN       | 24 de abril de 1789 (236 anos)  | 21 de agosto de 1962 (62 anos)                    | Talatona  | Talatona Belas Caxito Luanda Viana |
| Universidade Cuito Cuanavale         | UCC       | 2009 (16 anos)                  | 4 de agosto de 2014 (10 anos)                     | Menongue  | Menongue Cuito Cuanavale Calai     |
| Universidade José Eduardo dos Santos | UJES      | 10 de junho de 1974 (50 anos)   | 12 de maio de 2009 (16 anos)                      | Huambo    | Huambo                             |
| Universidade Katyavala Bwila         | UKB       | 1 de setembro de 1992 (32 anos) | 12 de maio de 2009 (16 anos)                      | Benguela  | Benguela Lobito                    |
| Universidade Kimpa Vita              | UNIKIVI   | 1983 (42 anos)                  | 12 de maio de 2009 (16 anos)                      | Uíge      | Uíge                               |
| Universidade de Luanda               | UniLuanda | 12 de maio de 2009 (16 anos)    | 29 de outubro de 2020 (4 anos)                    | Luanda    | Luanda Talatona Belas              |
| Universidade Lueji A'Nkonde          | ULAN      | março de 2004 (21 anos)         | 12 de maio de 2009 (16 anos)                      | Dundo     | Dundo Saurimo                      |
| Universidade Mandume ya Ndemufayo    | UMN       | 10 de junho de 1974 (50 anos)   | 12 de maio de 2009 (16 anos)                      | Lubango   | Lubango Ondijiva                   |
| Universidade do Namibe               | UNINBE    | 18 de maio de 2016 (8 anos)     | 29 de outubro de 2020 (4 anos)                    | Moçâmedes | Moçâmedes                          |
| Universidade Rainha Njinga a Mbandi  | URNM      | 12 de maio de 2009 (16 anos)    | 29 de outubro de 2020 (4 anos)                    | Malanje   | Malanje                            |
| Universidade 11 de Novembro          | UON       | 1996 (29 anos)                  | 12 de maio de 2009 (16 anos)                      | Cabinda   | Cabinda Buco-Zau Soio              |

## Instituições universitárias públicas
Lista das instituições universitárias públicas angolanas:
| Nome da instituição                                               | Sigla          | Tradição histórica             | Data de autonomia e/ou funcionamento ininterrupto | Sede          | Campi/Polos   |
| ----------------------------------------------------------------- | -------------- | ------------------------------ | ------------------------------------------------- | ------------- | ------------- |
| Escola Superior de Ciências Sociais, Artes e Humanidades do Zaire | ESCISAH        | -                              | 29 de outubro de 2020 (4 anos)                    | Mabanza Congo | Mabanza Congo |
| Escola Superior Pedagógica do Bengo                               | ESPB           | -                              | 12 de maio de 2009 (16 anos)                      | Caxito        | Caxito        |
| Escola Superior Pedagógica do Bié                                 | ESP-Bié        | -                              | 12 de maio de 2009 (16 anos)                      | Cuíto         | Cuíto         |
| Escola Superior Pedagógica do Cuanza Norte                        | ESPCN          | 2004 (21 anos)                 | 12 de maio de 2009 (16 anos)                      | Nadalatando   | Nadalatando   |
| Instituto Superior de Ciências da Educação de Benguela            | ISCED-Benguela | -                              | 29 de outubro de 2020 (4 anos)                    | Benguela      | Benguela      |
| Instituto Superior de Ciências da Educação de Cabinda             | ISCED-Cabinda  | -                              | 29 de outubro de 2020 (4 anos)                    | Cabinda       | Cabinda       |
| Instituto Superior de Ciências da Educação do Huambo              | ISCED-HBO      | 1983 (42 anos)                 | 12 de maio de 2009 (16 anos)                      | Huambo        | Huambo        |
| Instituto Superior de Ciências da Educação da Huíla               | ISCED-Huíla    | 30 de agosto de 1980 (44 anos) | 12 de maio de 2009 (16 anos)                      | Lubango       | Lubango       |
| Instituto Superior de Ciências da Educação de Luanda              | ISCED-Luanda   | 1983 (42 anos)                 | 12 de maio de 2009 (16 anos)                      | Belas         | Belas Luanda  |
| Instituto Superior de Ciências de Educação do Sumbe               | ISCED-Sumbe    | -                              | 29 de outubro de 2020 (4 anos)                    | Sumbe         | Sumbe         |
| Instituto Superior de Ciências da Educação do Uíge                | ISCED-Uíge     | 28 de agosto de 1997 (27 anos) | 12 de maio de 2009 (16 anos)                      | Uíge          | Uíge          |
| Instituto Superior de Petróleos                                   | ISPetro        | 2009 (16 anos)                 | 29 de outubro de 2020 (4 anos)                    | Sumbe         | Sumbe         |

## Instituições politécnico-superiores públicas
Lista das instituições superior-politécnicas públicas angolanas:
| Nome da instituição                           | Sigla        | Tradição histórica | Data de autonomia e/ou funcionamento ininterrupto | Sede        | Campi/Polos |
| --------------------------------------------- | ------------ | ------------------ | ------------------------------------------------- | ----------- | ----------- |
| Instituto Superior Politécnico do Bengo       | ISP do Bengo | -                  | 29 de outubro de 2020 (4 anos)                    | Caxito      | Caxito      |
| Instituto Superior Politécnico do Cuíto       | ISPC         | -                  | 29 de outubro de 2020 (4 anos)                    | Cuíto       | Cuíto       |
| Instituto Superior Politécnico do Cuanza Sul  | ISPCS        | 1999 (26 anos)     | 12 de maio de 2009 (16 anos)                      | Sumbe       | Sumbe       |
| Instituto Superior Politécnico de Nadalatando | ISPNd        | -                  | 29 de outubro de 2020 (4 anos)                    | Nadalatando | Nadalatando |
| Instituto Superior Politécnico do Moxico      | ISP-Moxico   | -                  | 29 de outubro de 2020 (4 anos)                    | Luena       | Luena       |
| Instituto Superior Politécnico do Soio        | ISP-Soio     | -                  | 29 de outubro de 2020 (4 anos)                    | Soio        | Soio        |

## Instituições superior militares
Lista das instituições superior-militares angolanas:
| Nome da instituição                                   | Sigla  | Tradição histórica | Data de autonomia e/ou funcionamento ininterrupto | Sede      | Campi/Polos |
| ----------------------------------------------------- | ------ | ------------------ | ------------------------------------------------- | --------- | ----------- |
| Escola Superior de Guerra de Angola                   | ESGA   | -                  | -                                                 | Luanda    | Luanda      |
| Escola Militar Aeronáutica da Força Aérea Nacional    | EMAFAN | -                  | 1 de junho de 1985 (39 anos)                      | Lobito    | Lobito      |
| Academia Militar do Exército                          | AMEx   | -                  | -                                                 | Lobito    | Lobito      |
| Instituto Superior Técnico Militar                    | ISTM   | -                  | 7 de novembro de 2007 (17 anos)                   | Luanda    | Luanda      |
| Academia Naval Angolana                               | ANA    | -                  | -                                                 | Luanda    | Luanda      |
| Instituto Superior Naval de Guerra                    | ISNG   | -                  | -                                                 | Ambriz    | Ambriz      |
| Escola Nacional de Polícia de Protecção e Intervenção | ENPPI  | -                  | -                                                 | Luanda    | Luanda      |
| Escola Nacional de Protecção Civil e Bombeiros        | ENPCB  | -                  | -                                                 | Luanda    | Luanda      |
| Academia da Força Aérea Nacional                      | AFAN   | -                  | 14 de setembro de 2015 (9 anos)                   | Catumbela | Catumbela   |

## Universidades privadas
Lista das universidades privadas de ensino superior:
- Universidade Católica de Angola
- Universidade de Belas
- Universidade Independente de Angola
- Universidade Jean Piaget de Angola
- Universidade Lusíada de Angola
- Universidade Metodista de Angola
- Universidade Privada de Angola
- Universidade Técnica de Angola

## Instituições universitárias privadas
Lista das instituições universitárias privadas angolanas:
- Instituto Superior de Ciências Sociais e Relações Internacionais
- Instituto Superior Deolinda Rodrigues
- Faculdade Adventista de Angola

## Instituições politécnico-superiores privadas
Lista das instituições politécnico-superiores privadas angolanas:
- Instituto Superior Politécnico Jean Piaget de Benguela
- Instituto Superior Técnico de Angola
- Instituto Superior Politécnico de Tecnologias e Ciências
- Instituto Superior Politécnico do Cazenga
- Instituto Superior Politécnico da Tundavala
- Instituto Superior Politécnico Dom Alexandre Cardeal do Nascimento
- Instinto Superior Politécnico Intercontinental de Luanda (ISPIL)